# Clotted Symmetric Sexual Organ
Clotted Symmetric Sexual Organ (zkráceně C.S.S.O.) byla japonská experimentální noise/grindcoreová hudební skupina z Tokia založená v roce 1991 pod názvem Gastric Juice v sestavě Takaši (baskytara) a Sumito Sekine (elektrická kytara). O rok později se ke kapele přidal mladší bratr Sumita Narutoši Sekine a chopil se mikrofonu. V roce 1993 došlo k přejmenování na Clotted Symmetric Sexual Organ. 
C.S.S.O. ve své tvorbě kombinovali grindcore s prvky noise a psychedelic rocku. Texty jsou částečně v japonštině a částečně v angličtině.

## Diskografie
Dema
- Vimukti Vimokasa (1993)
- Reh Demo '94 (1994)
- Reh. Demo '94 Pt. III (1994)
- Rehearsal and MTR Demo '94 (1994)
- Clitto's Special Hits Cover '95 Pt I (1995)
- Promo Tape '95 (1995)
- Reh Demo '95 Pt 2 (1995)
- $1 Demo '96 (1996)
- Live Demo '96 (1996)
- CSSO Studio Recording Sampler '98 (1998)
- Demo 1999 (1999)
- The Wicked City (2019)

Studiová alba
- Nagrö Läuxes VIII (1996)
- Are You Excrements? (2001)

EP
- Diversion of Former Customary Trite Composition (1997)
- Improvised live at Nagano in 2002 (2021)

Kompilační alba
- Collection (2003)
- Vimukti Vimokasa (2019)

Živé nahrávky
- live Lp (1998)
- Grind Rock 2000!! (2000)

Split nahrávky
- mnoho split nahrávek